# GWAR

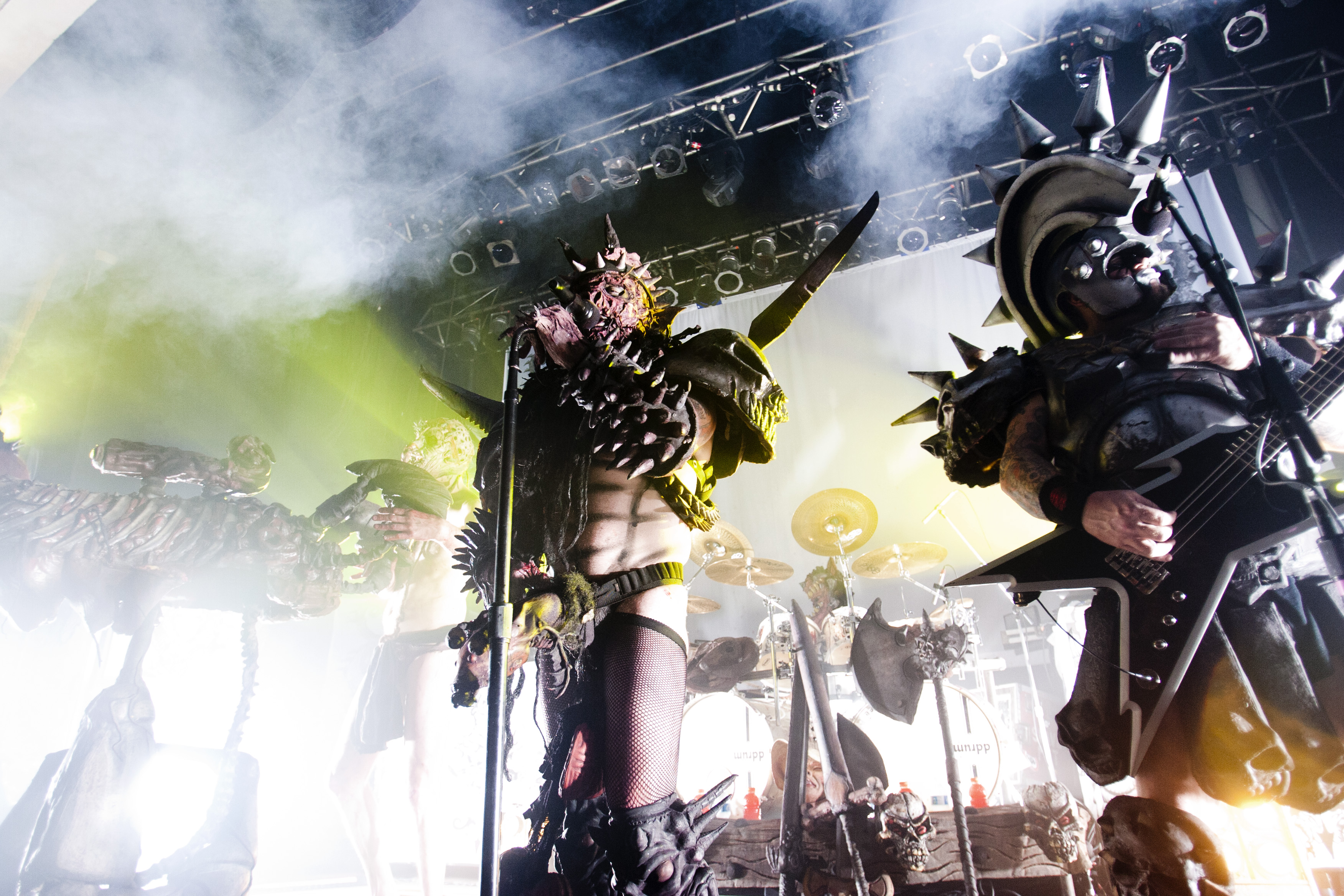
GWAR live i Toronto 2008.

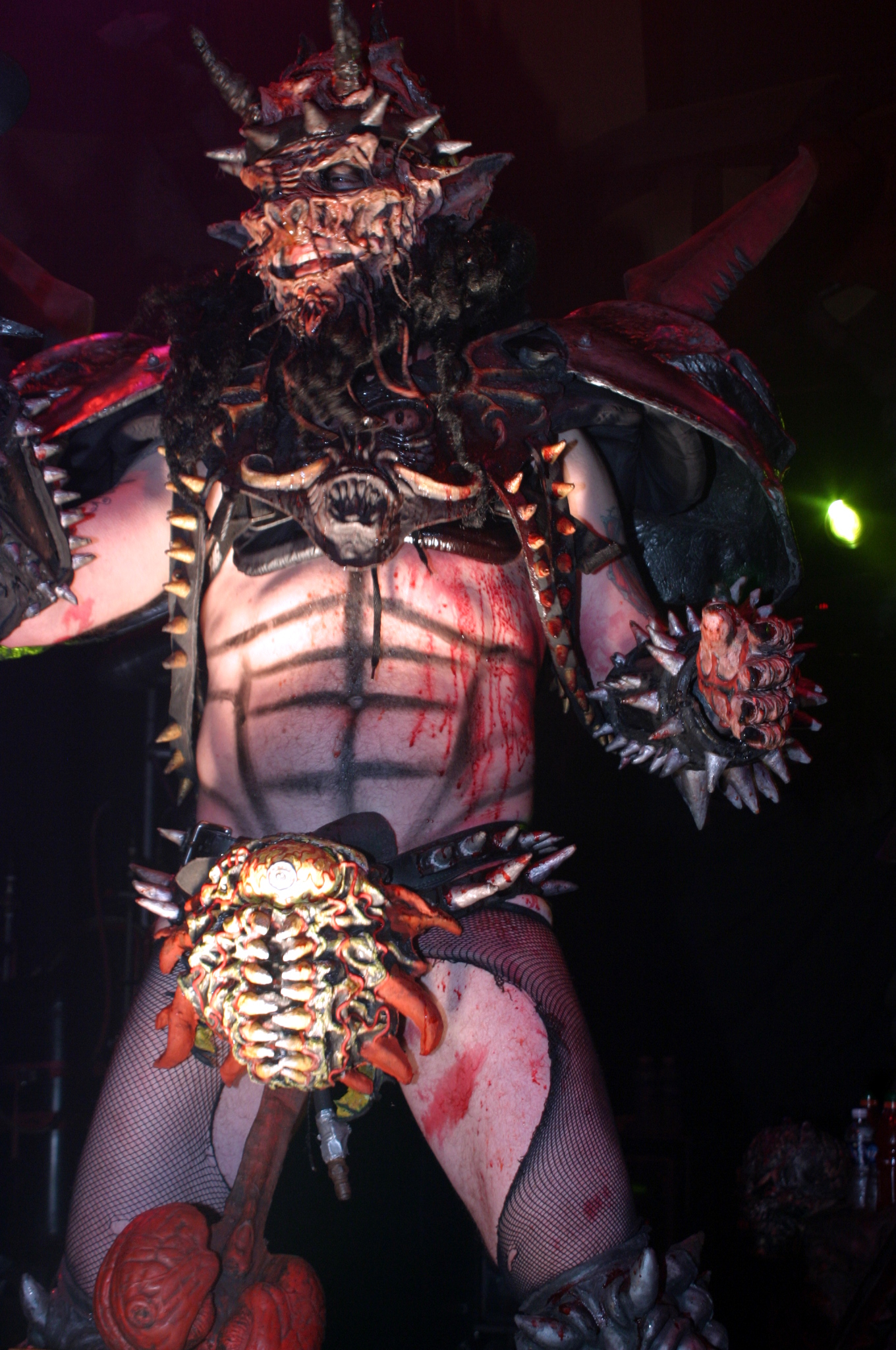
Gwars sångare Oderus Urungus.

GWAR är ett satiriskt thrash metal-band som bildades 1985 av en grupp musiker från Virginia Commonwealth University i Richmond, Virginia. Bandet är mest känt för sina genomtänkta och utarbetade sci-fi/skräck-inspirerade kostymer, vulgära låttexter och spektakulära scenuppträdanden med kontroversiellt, våldsamt och/eller politisk provokativt material. GWAR var under en lång tid ledande i skräckrock-världen och medverkade till och med i The Jerry Springer Show, iklädda kostymer och agerande i karaktär, under 1990-talet.
Den 23 mars 2014 hittades sångaren Dave Brockie, känd under artistnamnet Oderus Urungus, död i sitt hem i Richmond, Virginia.

## Medlemmar
Nuvarande medlemmar
- Mike Derks (Balsac the Jaws of Death) - rytmgitarr, bakgrundssång (1988– )
- Brad Roberts (Jizmak Da Gusha) – trummor (1989– )
- Jamison Land (Beefcake the Mighty) – basgitarr (2011– )
- Brent Purgason (Pustulus Maximus) – sologitarr, bakgrundssång (2012– )
- Michael Bishop (Blothar) – sång (2014– )

Tidigare sångare
- Ben Eubanks (Johnny Slutman) (1984)
- Joe Annaruma (Joey Slutman) (1985–1986)
- Dave Murray Brockie  (Oderus Urungus) (1986–2014; död 2014)
- Kim A. Dylla (Vulvatron) (2014–2015)

Tidigare gitarrister
- Dave Murray Brockie  (Oderus Urungus) (1984–1986; död 2014)
- Russ Bahorsky (Mr. Magico) (1984)
- Steve Douglas (Jaws of Death / Balsac the Jaws of Death) (1984, 1987–1988)
- Ron Curry (Stephen Sphincter) (1985–1986)
- Tim Harriss (Flattus Maximus) (1986, 1998–1999)
- Greg Ottinger (Cornelius Carnage) (1986–1987)
- Dewey Rowell (Flattus Maximus) (1987–1991)
- Pete Austin Lee (Flattus Maximus) (1991–1997)
- Zachariah Joaquin Blair (Flattus Maximus) (1999–2002)
- Cory Smoot (Flattus Maximus) (2002–2011; död 2011)

Tidigare basister
- Chris Bopst (Balsac) (1984–1987)
- Michael Bishop (Beefcake the Mighty) (1987–1993, 1998-1999)
- Casey Orr (Beefcake the Mighty) (1994–1997, 1999–2002, 2008–2011)
- Todd Evans (Beefcake the Mighty) (2002–2008)

Tidigare trumslagare
- Sean Sumner (1984; död 1996)
- Jim Thompson (Hans Sphincter / Hans Orifice) (1985–1987, 1989)
- Rob Mosby (Nippleus Erectus) (1987–1988)
- Pete Luchter (Lee Beato) (1989)

Tidigare keyboardspelare
- Dave Musel (Müsel) (1986–1999) (live, också sampling)

Livemusiker
- Bob Gorman (Bonesnapper) – bakgrundssång (1995–1996, 2014– )
- John Cobbett (Testa Sickles) – gitarr
- Chris Oranger (Cornelius Carnage) – gitarr
- Barry Ward (Balsac the Jaws of Death) – gitarr (1991)
- Brian Fechino (Flattus Maximus) – gitarr (1992)
- Nick Hawkins (Shredda "Ball" Cheeze) – gitarr (död 2005)
- Mike Delaney (Sexecutioner) – bakgrundssång (?–1987)
- Hunter Jackson (Techno Destructo / Scroda Moon) – bakgrundssång (1984–2000)
- Heather Broome (The Temptress) – bakgrundssång (1986)
- Colette Miller (Amazina / Gwar Woman) – bakgrundssång (1986–1987)
- Lisa Harrelson (Gwar Woman) – bakgrundssång (1987–1988)
- Michael D. Moore (Sleazy P. Martini / Don Drakulich) – bakgrundssång (1987–1995, 2007–2009)
- Danielle Stampe (Slymenstra Hymen) – bakgrundssång (1988–2000, 2002)
- Charles "Chuck" Varga (Sexecutioner) – bakgrundssång (1989–1995, 2001)
- Matt McGuire (Sawborg Destructo) – bakgrundssång (1995–1996, 2009– )
- Chris Flynn – keyboard
- Nick Hawkins (Shredda "Ball" Cheeze) – keyboard (död 2005)

## Diskografi
Demo
- 1985 – Let There Be Gwar

Studioalbum
- 1988 – Hell-O
- 1990 – Scumdogs of the Universe

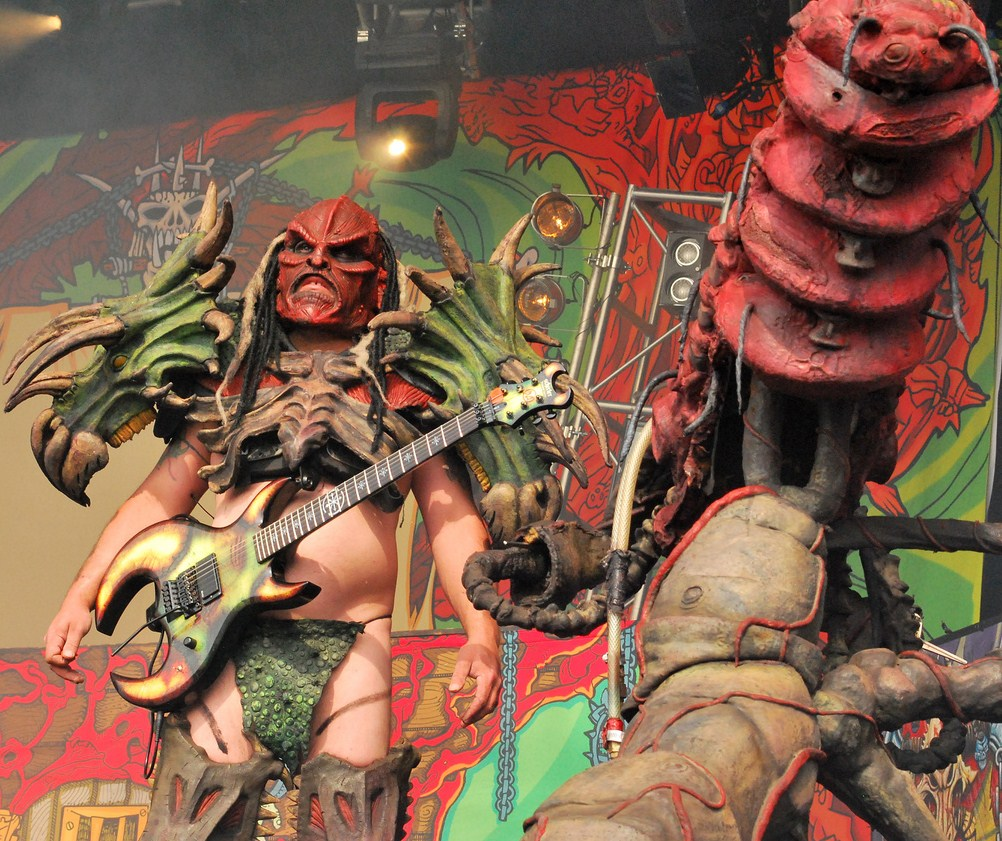
Flattus Maximus spelar med GWAR vid Bloodstock 2010.

- 1992 – America Must Be Destroyed
- 1994 – This Toilet Earth
- 1995 – Ragnarök
- 1997 – Cavnival of Chaos
- 1999 – We Kill Everything
- 2001 – Violence Has Arrived
- 2004 – War Party
- 2006 – Beyond Hell
- 2009 – Lust in Space
- 2010 – Bloody Pit of Horror
- 2013 – Battle Maximus
- 2017 – The Blood of Gods
- 2025 – The Return of Gor Gor

Livealbum
- 2002 – You're All Worthless and Weak
- 2005 – Live From Mt. Fuji

EP
- 1992 – The Road Behind
- 2019 – Gor-Gor

Singlar
- 1995 – "S.F.W."
- 1997 – "Penguin Attack" / "I Hate Love Songs"
- 1997 – "RAWGWAR"
- 1997 – "The Art of War"
- 2006 – "School's Out"
- 2009 – "Stripper Christmas Summer Weekend" / "Hell-O Medley (live)"
- 2011 – "Isn't This Disgusting"
- 2016 – "Black Friday"

Samlingsalbum
- 1997 – A Soundtrack to Kill Yourself To
- 2000 – Slaves Going Single
- 2004 – Let there Be GWAR